# Tore Andreas Gundersen
Tore Andreas Gundersen (* 4. Februar 1986 in Flisa) ist ein ehemaliger norwegischer Fußballspieler. 
Er ist der Sohn des ehemaligen norwegischen Olympioniken im Schwimmen und derzeitigen Politikers Gunnar Gundersen.

## Vereinskarriere

### Karrierebeginn
Gundersen begann seine Karriere in der Jugend seines Heimatvereins Flisa IL. 2001 schaffte er im Alter von fünfzehn Jahren den Sprung in den A-Mannschaftskader des damaligen Viertligisten. Der Verein stieg am Ende seiner Debütsaison erstmals in die fünfte Leistungsstufe ab, wo Gundersen in Folge, trotz seines jungen Alters, zum besten Torschützen des Vereins avancierte.
2004 wurde er von dem Traditionsverein Kongsvinger IL entdeckt und unter Vertrag genommen. In seiner ersten Profispielzeit kam er beim damaligen Aufstiegsaspiranten in die Tippeligaen lediglich auf fünf Kurzeinsätze ohne Torerfolg, ehe er, nachdem der Verein als Drittplatzierter im Playoff gegen FK Bodø/Glimt den Aufstieg verpasste, einen Stammplatz erhielt. Sein endgültiger Durchbruch im Profifußball erfolgte jedoch erst in der Spielzeit 2006, als er mit vierzehn Saisontoren dritter der Torschützenliste wurde und gemeinsam mit den Schweden Peter Lindau und John Pelu einen schlagkräftigen Offensivverbund bildete. Nachdem der Verein jedoch abermals mit einer Position im Niemandsland der Liga das Ziel Aufstieg verfehlt hatte, ließ man Gundersen für die vereinsinterne Rekordsumme von knapp unter 600.000 € in die Tippeligaen zu Lillestrøm SK ziehen.

### Zeit bei Lillestrøm
In Lillestrøm konnte Gundersen in Folge die in ihn gesetzten hohen Erwartungen nicht erfüllen. Bedingt durch mehrere Verletzungen kam er in knapp zwei Jahren auf lediglich zehn Ligaeinsätze ohne Torerfolg und war im Kader lediglich Stürmer Nummer vier hinter Magnus Myklebust, Arild Sundgot und Olivier Occéan. Hinzu kam ein angespanntes Verhältnis mit Trainer Tom Nordlie, aus dem beide kein Geheimnis machten.
Um Spielpraxis zu sammeln, wurde er im Winter 2008 zum dänischen Zweitligisten Lyngby BK verliehen. Lyngby war gerade abgestiegen und hatte mit Anders Jochumsen und Mikkel Beckmann zwei seiner stärksten Offensivkräfte abgegeben. Mit Kim Aabech hatte man somit nur mehr einen etablierten Stürmer und suchte kurzfristig nach einem adäquaten Sturmpartner. Das Leihgeschäft mit Lillestrøm erwies sich zu Beginn als Glücksfall für den Verein. Gundersen verstand sich auf Anhieb gut mit Aabech und knüpfte mit starken Leistungen an frühere Zeiten an, ehe er abermals von Verletzungen gebremst wurde. Insgesamt kam er auf neun Einsätze mit vier Torerfolgen, ehe er wieder nach Lillestrøm zurück musste.
Wieder zurück bei seinem Stammverein wurde er auf Wunsch von Trainer Henning Berg abermals umgehend in die Adeccoligaen an Nybergsund IL-Trysil weiterverliehen. Gundersen spielte in den Planungen von Berg keine große Rolle, wodurch er ein weiteres Leihgeschäft forcierte, um ihm weitere Spielpraxis zukommen zu lassen.
Auch in Nybergsund bestätigte er seine zuvor in Dänemark gezeigten starken Leistungen. Endlich verletzungsfrei absolvierte er 28 Saisonspiele und konnte dabei 13 Tore erzielen. Gemeinsam mit seinem nigerianischen Sturmpartner Kim Ojo, der 14 Tore erzielen konnte, bildete er das stärkste Sturmduo der Liga. Aufgrund der schlechten Defensive belegte man jedoch lediglich einen Platz im gesicherten Mittelfeld der Liga. Durch seine starken Leistungen kamen Mutmaßungen über seinen Durchbruch bei Lillestrøm im Folgejahr auf, die er jedoch selbst mit der Aussage, sich bei LSK nicht erwünscht zu fühlen und den Verein verlassen zu wollen, ausschloss.
Der Ablöse des Trainer/Managergespanns Nordlie/Fjørtoft und der Neuinstallierung von Henning Berg und Torgeir Bjarmann ging bereits ein Umbruch bei LSK einher, dem insgesamt zehn Spieler zum Opfer fallen sollten. Gundersen war einer der Kandidaten und erhielt in Folge die Freigabe.

### Legionär in Dresden
In der Winterpause der Spielzeit 2009/10 wechselte Gundersen ablösefrei zum deutschen Drittligisten Dynamo Dresden. Zuvor hatte er bereits ein Probetraining beim Ligakonkurrenten Rot-Weiss Essen absolviert, war jedoch aufgrund der prekären Finanzlage des Vereins nicht verpflichtet worden. In der Folge startete er mit zwei Toren in seinen ersten beiden Spielen und der Wahl zum "Drittliga-Spieler des Monats Februar" fulminant in seinen ersten Auslandsaufenthalt, ehe ihn abermals ein Außenbandriss im linken Sprunggelenk bremste. Nach einer zweimonatigen Rekonvaleszenz machte das Sprunggelenk bis zum Saisonende Probleme, wodurch er auf lediglich neun Saisonspiele mit zwei Toren kam. In der darauffolgenden Saison kam Gundersen nur achtmal zum Einsatz, weshalb er im März 2011 seinen Vertrag bei Dynamo Dresden vorzeitig auflöste und zurück in seine Heimat zu Ham-Kam wechselte.

## Nationalmannschaft
Konträr zum frühen Scoutingsystem der Norweger fand Gundersen erst ab der U-18 Nationalmannschaft Aufnahme in eine internationale Mannschaft seines Landes. Insgesamt kam er drei Mal für die U-18-Mannschaft mit einem Torerfolg und einmal in der U-19 mit keinem Torerfolg zum Einsatz.
Am 6. Oktober 2006 debütierte er neben Morten Hæstad und Alexander Søderlund beim 3:1-Sieg im Freundschaftsspiel gegen Dänemark in der norwegischen U-21 Nationalmannschaft. In Folge war er bis 2008 reguläres Mitglied der Mannschaft und kam zu elf Einsätzen. In der Qualifikation zur U-21-Fußball-Europameisterschaft 2009 kam er in vier von acht möglichen Spielen zum Einsatz, Norwegen scheiterte als Drittplatzierter der Gruppe 5 jedoch hinter Sieger Schweiz und den Niederlanden bereits in der Qualifikation.

## Erfolge und Auszeichnungen
- Norwegischer Pokalsieger 2007 mit Lillestrøm SK
- 3. Liga-Spieler des Monats im Februar 2010